# اچ‌ام‌اس مارلبرو (۱۸۰۷)
اچ‌ام‌اس مارلبرو (۱۸۰۷) (به انگلیسی: HMS Marlborough (1807)) یک کشتی بود که طول آن ۱۷۵ فوت (۵۳ متر) بود. این کشتی در سال ۱۸۰۷ ساخته شد.